# Lake Afrera
Lake Afrera är en sjö i Etiopien.   Den ligger i regionen Afar, i den norra delen av landet, 500 km nordost om huvudstaden Addis Abeba. Arean är 100 kvadratkilometer. 